# Inver Park
Inver Park – stadion piłkarski w Larne, w Irlandii Północnej. Został otwarty w 1918 roku. Może pomieścić 2500 widzów. Swoje spotkania rozgrywają na nim piłkarze klubu Larne FC.